# Robert G. Ingersoll
Robert Green „Bob” Ingersoll (n. 11 august 1833 – d. 21 iulie 1899) a fost un veteran al Războiului Civil, lider politic american și orator în timpul Epocii de aur a liberei gândiri, cunoscut pentru cultura sa variată și apărarea agnosticismului.

## Lucrări
- The gods and other lectures (New York : D. M. Bennett, 1876)
- Some mistakes of Moses (Washington, D.C. : C. P. Farrell, 1879)
- Walt Whitman (New York, The Truth Seeker Co, 1890)
- Col. Ingersoll's reply to his critics in the N.Y. "Evening Telegram."  (Toronto : J. Spencer Ellis, 1892)
- Shakespeare, a lecture (New York, Farrell, 1895)
- Abraham Lincoln, a lecture  (New York, Farrell, 1895)
- Voltaire, a lecture (New York, Farrell, 1895)
- Great speeches of Col. R. G. Ingersoll; complete (Chicago : Rhodes & McClure, 1895)
- "Why I am an agnostic" (1896)
- The works of Robert G. Ingersoll v. 1 (New York : The Dresden pub. co., C. P. Farrell, 1902)
- The works of Robert G. Ingersoll v. 2 (New York : The Dresden pub. co., C. P. Farrell, 1902)
- The works of Robert G. Ingersoll v. 3 (New York : The Dresden pub. co., C. P. Farrell, 1902)
- The works of Robert G. Ingersoll v. 4 (New York : The Dresden pub. co., C. P. Farrell, 1902)
- The works of Robert G. Ingersoll v. 5 (New York : The Dresden pub. co., C. P. Farrell, 1902)
- The works of Robert G. Ingersoll v. 6 (New York : The Dresden pub. co., C. P. Farrell, 1902)
- The works of Robert G. Ingersoll v. 7 (New York : The Dresden pub. co., C. P. Farrell, 1902)
- The works of Robert G. Ingersoll v. 8 (New York : The Dresden pub. co., C. P. Farrell, 1902)
- The works of Robert G. Ingersoll v. 9 (New York : The Dresden pub. co., C. P. Farrell, 1902)
- The works of Robert G. Ingersoll v. 10 (New York : The Dresden pub. co., C. P. Farrell, 1902)
- The works of Robert G. Ingersoll v. 11 (New York : The Dresden pub. co., C. P. Farrell, 1902)
- The works of Robert G. Ingersoll v. 12 (New York : The Dresden pub. co., C. P. Farrell, 1902)